# گمینا وانتسکو
گمینا وانتسکو (به لهستانی:  Gmina Łącko) یک گمینا در لهستان است که در شهرستان نوو سانچ واقع شده‌است. گمینا وانتسکو ۱۳۲٫۹۵ کیلومتر مربع مساحت و ۱۴٬۸۳۵ نفر جمعیت دارد.